# Alfio Fontana
Pour les articles homonymes, voir Fontana.
Alfio Fontana (né le 7 novembre 1932 à Tradate dans la province de Varèse en Lombardie - mort le  4 février 2005 à Milan) est un footballeur international italien ayant gagné trois championnats d'Italie avec le Milan AC.

## Carrière en club
Fontana a évolué successivement au Milan AC, à l'US Triestina, à l'AS Rome, à la Sampdoria Gênes et à l'AS Casale Calcio.